# Vārīān
Vārīān (persiska: واريان, واريّان, Vāryān-e Jadīd, Āryān, Vāryān, واريانِ جَديد, Vārīyān, آريان) är en ort i Iran.   Den ligger i provinsen Alborz, i den norra delen av landet, 40 km nordväst om huvudstaden Teheran. Vārīān ligger 1 807 meter över havet och antalet invånare är 238.
Terrängen runt Vārīān är bergig åt nordost, men åt sydväst är den kuperad. Vārīān ligger nere i en dal. Runt Vārīān är det mycket tätbefolkat, med 1 819 invånare per kvadratkilometer. Närmaste större samhälle är Karaj, 18,4 km sydväst om Vārīān. Trakten runt Vārīān består i huvudsak av gräsmarker.